# 戸倉信吉
戸倉 信吉（とくら のぶよし、1945年11月4日 - ）は、朝日放送の元アナウンサー。

## 人物・略歴
戦時疎開先の長野県で誕生し、戦後は兵庫県神戸市で育つ。関西学院大学社会学部卒業後、朝日放送にアナウンサーとして入社。同期には乾龍介、嶋田崇彦、村田好夫がいた。その後、テレビ制作部に異動。「新婚さんいらっしゃい!」、藤山寛美主演の松竹新喜劇の舞台中継、「おはよう朝日です」などを担当する。
その後、関連会社のCS放送、スカイ・エーに出向。ケーブルテレビの営業として全国を巡り、マルチメディアやデジタル化を肌で学ぶ。本社に帰任後は、デジタルメディア局長として2003年の地上デジタル放送開始に向けての社内外の体制作りに貢献した。
2006年の定年後は、社友会事務局長を務め、2009年3月末で退職。退職後は、在職中から手がけていた書籍「放送とは何か?」の第3部を出版（発行所：サテマガ・ピー・アイ株式会社）。同志社女子大学嘱託講師、関西学院大学非常勤講師としてメディアの研究、教育に努めている。また、『サンテレビボックス席』の実況などで知られる現役最高齢のスポーツアナウンサー・西澤暲は、母方の叔父で大学の先輩にも当たる。